# Заколдованный лес
Не стоит путать с мультфильмом с таким же названием в русском дубляже, см. Чудесный лес
«Заколдованный лес» (венг. Egérút, 1999) — полнометражный мультипликационный фильм режиссёра Белы Терновски. В России транслировался в конце 90-х — начале 2000-х на ОРТ с дубляжем студии «Селена Интернешнл».

## Сюжет
Весёлый болтливый мышонок Миши бежит из цирка и попадает в заколдованный лес. Он поселяется в доме у хмурого неразговорчивого гоблина Маши. Ведьма Мими хочет забрать мышонка для своей упряжки, но Маши ей отказывает. Тогда Мими прибегает к хитроумному плану…

## Основные персонажи
- Миши — мышонок, бывший цирковой актёр
- Маши — гоблин
- Мими — ведьма
- Дромо — кот, слуга Мими
- Жемчужина — лесная мышка
- Мох — судья

## Русский дубляж
- Александр Котов — Миши, диктор, снеговик
- Юльен Балмусов — Маши
- Ирина Маликова — Мими, эпизоды
- Сергей Балабанов — директор цирка, сын Синицы, чёрный дрозд, судья Мох, отец Жемчужины, фокусник, кролик Наполеон, лис
- Татьяна Канаева — Синица, Жемчужина, голубка Матильда, мать Жемчужины, мышечка
- Виталий Ованесов — Дромо, лже-Жемчужина, секретарь лесного суда